# Marguerite
Marguerite é um filme de drama canadense de 2017 dirigido por Marianne Farley. O filme estrela Béatrice Picard como Marguerite, uma mulher idosa que confronta seus próprios sentimentos românticos reprimidos por outra mulher depois de saber que sua enfermeira de cuidados domiciliares, Rachel, é lésbica.
O filme estreou no Golden Horse Awards, em novembro de 2017, recebendo exibições nas plataformas de causa LGBT e nas gerais. Como reconhecimento, foi nomeado como Melhor Curta-metragem.